# Obispo Ramos de Lora
Obispo Ramos de Lora is een gemeente in de Venezolaanse staat Mérida. De gemeente telt 28.000 inwoners. De hoofdplaats is Santa Elena de Arenales.